# Hassane Kamara
Hassane Kamara (* 5. března 1994 Saint-Denis) je profesionální fotbalista z Pobřeží slonoviny, který hraje na pozici levého obránce za anglický klub Watford FC a za národní tým Pobřeží slonoviny.

## Klubová kariéra

### Châteauroux
Kamara je odchovancem Châteauroux, do jehož akademie přišel v roce 2012 z Toulouse. Svého debutu v Ligue 2 se dočkal 4. dubna 2014 v zápase proti Clermontu. 2. května 2014 vstřelil ve svém třetím utkání v dresu Châteauroux svoji první branku, a to při remíze 1:1 proti Lavalu.
Ve své druhé sezóně v klubu se stal pravidelným členem základní sestavy, když nastoupil do 21 utkání, ve kterých vstřelil 4 branky. S Châteauroux se mu však nepodařilo zachránit se v Ligue 2, když skončili na sestupovém 19. místě.

### Stade Reims
V srpnu 2015 přestoupil Kamara do prvoligového Stade Reims, se kterým podepsal čtyřletý kontrakt. Ve své první sezóně nastoupil do dvou utkání v Ligue 1, ve které debutoval 19. prosince při prohře 0:2 proti SC Bastia. V sezóně 2015/16 s klubem sestoupil do Ligue 2.

#### Créteil (hostování)
Jarní část sezóny 2016/17 strávil na hostování v třetiligovém klubu US Créteil-Lusitanos. Nastoupil do 15 utkání, ve kterých vstřelil dvě branky.

#### Návrat do Remeše
V sezóně 2017/18 postoupil Kamara se Stade Reims zpátky do nejvyšší soutěže poté, co vyhráli Ligue 2.
Na začátku kalendářního roku 2019 se Kamarovi podařilo získat místo v základní sestavě a v sezóně 2018/19 odehrál 16 utkání v Ligue 1.
Svoji první branku v Ligue 1 Kamara vstřelil 25. září 2019, když gólem pomohl k překvapivé výhře 2:0 nad Paris Saint-Germain FC.

### Nice
Dne 26. června 2020 přestoupil Kamara do OGC Nice za částku okolo 4 milionů euro. V klubu debutoval 23. srpna 2020, když odehrál celé utkání prvního kola Ligue 1 proti RC Lens a asistencí na branku Amineho Gouiriho pomohl otočit průběh utkání k výhře 2:1. 22. října 2020 debutoval Kamara v evropských pohárech. Objevil se totiž v základní sestavě Nice v utkání základní skupiny Evropské ligy proti německému Bayeru Leverkusen. 3. prosince vstřelil svojí první branku v soutěži, když se střelecky prosadil právě do sítě Leverkusenu při prohře 2:3.

### Watford
Dne 4. ledna 2022 přestoupil Kamara do anglického Watfordu, se kterým podepsal smlouvu do roku 2025. Své první utkání v Premier League odehrál 15. ledna, když odehrál celé utkání proti Newcastlu, které skončilo remízou 1:1. Ihned po přestupu se stal pravidelným členem základní sestavy a svou první branku v anglické nejvyšší soutěži vstřelil 23. dubna při prohře 1:5 proti Manchesteru City.

## Reprezentační kariéra
Kamara měl prostřednictvím svých rodinných předků možnost reprezentovat Mali, Gambii a Pobřeží slonoviny. V březnu 2017 odmítl pozvánku do gamijské reprezentace.
Dne 5. června 2021 debutoval v dresu reprezentace Pobřeží slonoviny v přátelském utkání proti Burkině Faso.

## Statistiky

### Klubové
K 22. dubnu 2022
| Klub            | Sezóna  | Liga                 | Liga   | Liga | Národní pohár | Národní pohár | Ligový pohár | Ligový pohár | Evropské poháry | Evropské poháry | Celkem | Celkem |
| Klub            | Sezóna  | Liga                 | Zápasy | Góly | Zápasy        | Góly          | Zápasy       | Góly         | Zápasy          | Góly            | Zápasy | Góly   |
| --------------- | ------- | -------------------- | ------ | ---- | ------------- | ------------- | ------------ | ------------ | --------------- | --------------- | ------ | ------ |
| Châteauroux     | 2013/14 | Ligue 2              | 5      | 1    | 0             | 0             | 0            | 0            | —               | —               | 5      | 1      |
| Châteauroux     | 2014/15 | Ligue 2              | 21     | 4    | 2             | 0             | 1            | 0            | —               | —               | 24     | 4      |
| Châteauroux     | 2015/16 | Championnat National | 1      | 0    | 0             | 0             | 0            | 0            | —               | —               | 1      | 0      |
| Châteauroux     | Celkem  | Celkem               | 27     | 5    | 2             | 0             | 1            | 0            | —               | —               | 30     | 5      |
| Reims           | 2015/16 | Ligue 1              | 2      | 0    | 0             | 0             | 0            | 0            | —               | —               | 2      | 0      |
| Reims           | 2016/17 | Ligue 2              | 1      | 0    | 0             | 0             | 0            | 0            | —               | —               | 1      | 0      |
| Reims           | 2017/18 | Ligue 2              | 22     | 1    | 2             | 0             | 2            | 0            | —               | —               | 26     | 1      |
| Reims           | 2018/19 | Ligue 1              | 16     | 0    | 2             | 0             | 1            | 0            | —               | —               | 19     | 0      |
| Reims           | 2019/20 | Ligue 1              | 23     | 2    | 1             | 0             | 4            | 0            | —               | —               | 28     | 2      |
| Reims           | Celkem  | Celkem               | 64     | 3    | 5             | 0             | 7            | 0            | —               | —               | 76     | 3      |
| Créteil (host.) | 2016/17 | Championnat National | 15     | 2    | 0             | 0             | 0            | 0            | —               | —               | 15     | 2      |
| Nice            | 2020/21 | Ligue 1              | 36     | 2    | 2             | 0             | —            | —            | 4               | 1               | 42     | 3      |
| Nice            | 2021/22 | Ligue 1              | 11     | 0    | 0             | 0             | —            | —            | 0               | 0               | 11     | 0      |
| Nice            | Celkem  | Celkem               | 47     | 2    | 2             | 0             | —            | —            | 4               | 1               | 53     | 3      |
| Watford         | 2021/22 | Premier League       | 15     | 1    | 0             | 0             | 0            | 0            | —               | —               | 15     | 1      |
| Celkem          | Celkem  | Celkem               | 168    | 13   | 9             | 0             | 8            | 0            | 4               | 1               | 189    | 14     |

### Reprezentační
K 29. březnu 2022
| Pobřeží slonoviny | Pobřeží slonoviny | Pobřeží slonoviny |
| Rok               | Zápasy            | Góly              |
| ----------------- | ----------------- | ----------------- |
| 2021              | 5                 | 0                 |
| 2022              | 1                 | 0                 |
| Celkem            | 6                 | 0                 |

## Ocenění

### Klubové

#### Reims
- Ligue 2: 2017/18